# Чумной бунт в Севастополе (1830)
Чумной бунт в Севастополе, Севастопольское восстание — народное вооружённое восстание 3 (15) июня 1830 года в Севастополе, спровоцированное карантинными мерами против распространения эпидемии холеры, которую поначалу принимали за чуму и злоупотреблениями властей происходящими при этом. Стало первым в цепочке холерных бунтов 1830—1831 годов.

## Предыстория
В 1828 году на юге России началась эпидемия чумы. Учитывая, что Россия в это время вела войну с Турцией, а также стратегическую важность Севастополя, в городе был введён карантин. В городе чумы не было, поэтому карантин был скорее профилактической мерой.
В мае 1828 года вокруг города было установлено карантинное оцепление. Всё движение из города и в город происходило через специально устроенные заставы. Летом 1829 года карантин был ужесточён, каждый проезжающий должен был содержаться 2-3 недели в карантинной зоне, все подозрительные больные в городе подлежали изоляции. В результате этого местные крестьяне старались воздерживаться от поездок в город. Продовольственное снабжение оказалось монополизированным карантинными чиновниками, что способствовало большому количеству злоупотреблений. В городе быстро возник дефицит продовольствия. Продовольствие, поставляемое гарнизону, жителям, больным в изоляторах, было недостаточным и плохого качества, что способствовало развитию болезней и росту смертности. Наиболее страдали от карантина беднейшие районы города, в которых сильно ухудшилась гигиеническая обстановка и возросло количество больных.
Ситуация в Севастополе обострилась настолько, что из Петербурга была прислана комиссия во главе с флигель-адъютантом Н. П. Римским-Корсаковым для расследования ситуации. Расследование обнаружило массовые злоупотребления, однако из Петербурга поступило распоряжение прекратить всякие расследования деятельности интендантов. В ноябре 1829 года комиссия завершила работу.
Первая эпидемия холеры в России которая была частью второй пандемии холеры в 1830 году только начиналась, достигнув к лету Астрахани и Грузии. Меры диагностики и профилактики были в начальном состоянии и карантин был дополнительно продлён, хотя случаев холеры в Севастополе ещё не было.

## Восстание

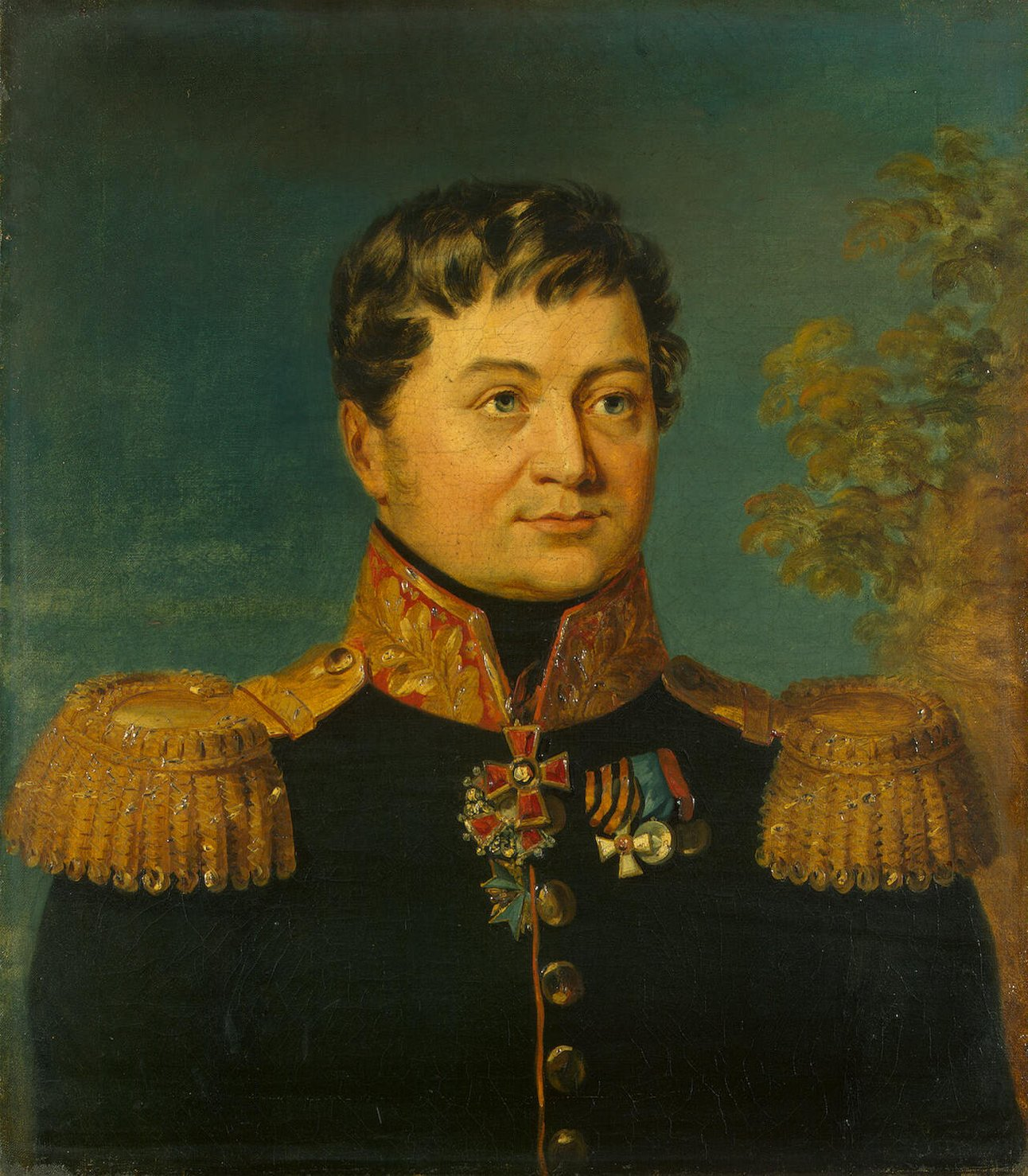
Комендант Севастополя генерал-лейтенант А. П. Турчанинов, который по решению суда «за малодушие и за совершенное нарушение всех обязанностей по службе» был лишён всех званий и наград и разжалован в рядовые.

В марте 1830 года карантин был ужесточён, и жителям запретили покидать дома. Запрет был снят в мае, но в наиболее бедной Корабельной слободе карантин был продлён на 7 дней. Корабельная слободка начиналась у берега Корабельной бухты и доходила до Малахова кургана. В слободке насчитывалось 352 дома и 1120 жителей. Кроме Корабельной слободки, беднейшее население Севастополя ютилось в Артиллерийской слободке по берегам балки и скатам холма за Артиллерийской бухтой, а также в Каторжной слободке вдоль глубокой балки в конце Южной бухты и в первом из севастопольских поселков такого типа - Хребте беззакония. 
Однако по прошествии 7 дней жителей слободы было приказано вывезти за город и продлить карантин на 2 недели. Это вызвало возмущения среди жителей слободы, а также матросов, имевших там родных и знакомых. Население отказалось выполнять распоряжение несмотря на уговоры контр-адмирала И. С. Скаловского и протопопа Софрония Гаврилова который увещевал их три дня.
Карантинное оцепление слободы было усилено 2 батальонами пехоты при 2 орудиях под командой полковника Воробьева. Доведённые до отчаяния жители готовились к вооружённому отпору, были сформированы вооружённые группы под руководством отставных военных. Солдаты оцепления и многие офицеры сочувствовали жителям. Обе стороны воздерживались от начала боевых действий, которые могли взорвать ситуацию в городе и на флоте.
Под руководством квартирмейстера 37-го флотского экипажа Тимофея Иванова, отставного квартирмейстера яличника Кондратия Шкуропелова и боцмана 34-го флотского экипажа Федора Пискарёва были сформированы три вооруженные группы. Военное обучение гражданского населения и организацию караульной службы поручили шкиперскому помощнику Кульмину. На приказ губернатора Столыпина выдать зачинщиков мятежные жители ответили: "Мы не бунтовщики, и зачинщиков между нами никаких нет, нам все равно, умереть ли с голоду или от чего другого". Квартальному надзирателю Юрьеву непокорные матросы заявили: "Скоро ли откроют огонь, мы только того и ожидаем, мы готовы". 
2 июня 1830 года «бунтовщики составили род военного совета, на котором определили как время навала действия, так и план самих действий. Тут же составили и список всех лиц, которые должны пасть жертвой народного озлобления. Первым значился военный губернатор генерал-лейтенант Столыпин, затем следовали чины продовольственной комиссии, члены медицинского совета, флотский начальник, начальник карантинной линии и карантинные чиновники». 
3 июня военный губернатор Н. А. Столыпин, учитывая чрезвычайную ситуацию в городе, усилил караулы на улицах и охрану губернаторского дома. Эти меры возмутили севастопольцев, которые толпами двинулись к дому губернатора и адмиралтейству. Губернатор был убит толпой. К восставшим присоединились матросы. Часть восставших пошла на снятие карантинного оцепления на Корабельной слободе, солдаты атакованные с двух сторон присоединились к восставшим.
Восставших возглавила так называемая "Добрая партия" - совет, в который вошли Т. Иванов, Ф. Пискарев, К. Шкуропелов, а также фельдфебель Петр Щукин, слесарь Матвей Соловьев и мещанин Яков Попков. 
К 22 часам город был в руках восставших, полиция бежала из города, а гарнизон отказался подавлять бунт. Толпа избивала «чумных» чиновников и офицеров, требуя от них расписки, что чумы в городе нет, громила их дома и квартиры. Такие расписки есть в следственном деле: «Расписка. 1830 года июня 3 числа мы нижеподписавшиеся даем сию расписку жителям города Севастополя в том, что в г. Севастополе не было чумы и нет, удостоверение чего подписуемся. Контр-адмирал Скаловский. Комендант ген.-лейтенант Турчанинов. (две сургучные печати).
4 июня комендант города Турчанинов, исполняющий после гибели Столыпина обязанности военного губернатора, под давлением восставших издал приказ о прекращении карантина:
Объявляю всем жителям города Севастополя, что внутренняя карантинная линия в городе снята, жители имеют беспрепятственное сообщение между собой, в церквах богослужение дозволяется производить, и цепь вокруг города от нынешнего учреждения перенесена далее на две версты.
Свою победу над произволом администрации жители Севастополя отметили молебном и крестным ходом. 
Тем временем власти стянули к городу части 12-й дивизии генерала В. И. Тимофеева, которые вошли в город 7 июня. Из Николаева прибыл главный командир Черноморского флота А. С. Грейг. Он обещал наказать карантинных чиновников, призывал горожан сознаться в участии в бунте и обещал помилование всем, кроме зачинщиков и убийц. Следственная комиссия под руководством генерал-губернатора Новороссии и Бессарабии М. С. Воронцова рассмотрела дела около 6000 людей. Были казнены 7 человек, возглавивших восстание, Семь главных зачинщиков приговорили к смертной казни: Т. Иванова, Ф. Пискарева, К. Шкуропелова, П. Щукина, М. Соловьева, Я. Попкова, а также унтер-офицера Крайненко. Приговор исполнили на территории слободок 11 августа 1830 года. Около 1000 горожан и матросов отправлены на каторжные работы. Около 4200 штатских были депортированы в другие города. Офицеры получили дисциплинарные наказания.

## Последствия
Отсутствие надёжной диагностики позволяло в каждой внезапной смерти подозревать холеру. Слухи о возвращении «индийской болезни» будоражили русское общество на протяжении всего последующего десятилетия. 
Центральная комиссия для пресечения холеры в Российской империи была образована 9 сентября 1830 года. В крупных городах было решено развернуть временные холерные больницы (в Москве — Ордынская, Басманная и т. д.). Возглавить борьбу с «моровым поветрием» царь поручил министру внутренних дел А. А. Закревскому, который «принял очень энергичные, но совершенно нелепые меры, всю Россию избороздил карантинами, — они совершенно парализовали хозяйственную жизнь страны, а эпидемии не остановили». Тысячи людей и лошадей с товарными обозами задерживались у застав, высиживая карантин. Таким образом уроки восстания властью были восприняли только как необходимость еще более жестоких полицейских мер.

## В искусстве
С. Н. Сергеев-Ценский в романе-эпопее «Севастопольская страда» освещает причины и ход выступления: «Для того, чтобы вспыхнуло восстание, нужно достаточное количество горючего материала, собранного в одном месте в вопиюще яркую кучу, которая не может не броситься всем в глаза; но, кроме этого, нужны еще оружие и вожди. Для бунта сойдут и топоры, и вилы, и простые колья; для восстания же необходимо, хотя бы в ограниченном количестве, то самое оружие, которое является средством физического угнетения народа. Это, мне кажется, непременный закон восстаний. И вождями должны быть люди, хорошо знакомые с употреблением оружия. В севастопольском восстании все эти данные были налицо. Склад оружия, правда очень небольшой, имелся; кроме этого склада, оружие было у восставших на руках. Вождями восстания были матросы унтер-офицерского звания (квартирмейстеры). Что же касается до горючего материала, то он, конечно, был в изобилии везде в России; здесь же, в Севастополе, творились тогда властями в целях личной наживы такие страшные безобразия, какие и полагались на далекой окраине, не весьма давно приобщенной к государству».